# Мариани, Анджело (химик)
Анджело Мариани (итал. Angelo Mariani), также — Анж-Франсуа Мариани (фр. Ange-François Mariani; 17 декабря 1838, Перо-Казевеккье, Верхняя Корсика, Франция — 1 апреля 1914, Сен-Рафаэль, Франция) — французский химик, работавший в лаборатории в Нёйи-сюр-Сен.

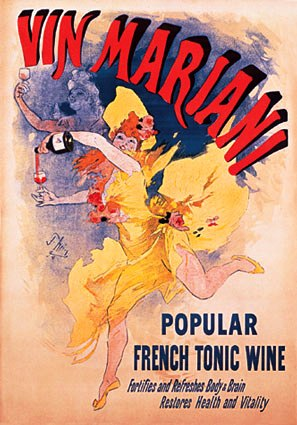
Рекламный плакат Vin Mariani. Жюль Шере, 1894

Мариани получил широкую известность в 1863 году как создатель и организатор производства кокаинового вина Vin Mariani, которое считается предшественником современной кока-колы. Мариани, организовавший массовый импорт листьев коки, стал первым, кто сделал продукт доступным широкой публике. Основными потребителями вина Мариани были представители европейской знати, в частности, члены многих королевских фамилий. Папа Римский Лев XIII, повсюду носивший собой фляжку «Мариани», наградил Анжело Мариани золотой звездой Ватикана.
Один из первых французских миллионеров, Мариани заказал несколько монументов коке. В Нёйи-сюр-Сен был построен роскошный, изысканно оформленный архитектурный комплекс, в котором располагались лаборатории, салон, оранжерея. Мотив коки присутствовал в каждой детали оформления. «Кока — его хобби, его способ оздоровления и расслабления, его постоянный источник наслаждения», — писал один из друзей Мариани.
Вино Мариани было запрещено в начале Первой мировой войны. Анжело Мариани умер 1 апреля 1914 года; он похоронен на кладбище Пер-Лашез в Париже. Лабораторный комплекс Мариани и его Кока-салон были разрушены в 1947 году.

## Альбом Мариани
Большое внимание Мариани уделял рекламе созданного им кокаинового вина. С этой целью он тщательно собирал восторженные отзывы о своём продукте от известных людей своего времени. Свои послания оставили писатели Анатоль Франс, Эмиль Золя, Жюль Верн, Александр Дюма, Герберт Уэллс, Артур Конан Дойл, композиторы Жюль Массне, Гуно, английская королева Виктория, король Испании Альфонсо XIII, шах Персии Мозафер-эд-Дин, 25-й президент США Вильям МакКинли и многие другие. Позже эти отзывы с портретами и биографическими сведениями были опубликованы другом Анджело Мариани библиофилом и литератором Октавом Юзано (1851—1831) под названием «Портреты современников из альбома Мариани» (фр. Figures contemporaines tirées de l’Album Marian).